# Талса Ойлерз
«Талса Ойлерз» (англ. Tulsa Oilers) — профессиональная хоккейная команда, выступающая в Горном дивизионе Западной конференции ECHL. Базируется в городе Талса, штат Оклахома, США. Свои домашние матчи «Ойлерз» проводили в «Талса Конвеншн-центре» до 2008 года, когда они переехали в новый «Би-О-Кей-центр».

## История
Ранее в Талсе было ещё несколько хоккейных команд под названием «Ойлерз».
Первоначальные «Ойлерз» присоединились к пяти командам Американской хоккейной ассоциации (АХА) в качестве команды расширения в 1928 году. 
В сезоне 1932–33 «Ойлерз» переехали в Сент-Пол, штат Миннесота, и стали «Сент-Пол Грейхаундс», но в середине сезона они вернулись в Талсу, снова став «Талса Ойлерз». В конце сезона 1941–42 AHA и «Ойлерз» были расформированы из-за Второй мировой войны.
В сезоне 1945–46 годов АХА была реорганизована в Хоккейную лигу Соединенных Штатов Америки, в которую вошли семь команд, в том числе и «Ойлерз». Эта лига распалась после сезона 1950–51.
В 1964 году новая команда «Талса Ойлерз» присоединилась к Центральной профессиональной хоккейной лиге (CPHL) (позже сокращенной до Центральной хоккейной лиги (CHL)) во втором сезоне её работы. «Ойлерз» играли в CHL до 1984 года, когда лига закрылась.
Новая Центральная хоккейная лига (CHL) была создана в 1992 году как централизованная лига. С созданием новой лиги «Талса Ойлерз» снова стали командой.
7 октября 2014 года, незадолго до начала сезона 2014–15 Центральной хоккейной лиги (CHL), было объявлено, что CHL прекращает свою деятельность, а «Ойлерз», а также «Аллен Американс», «Брэмптон Бист», «Куод-Сити Мэллардс», «Рапид-Сити Раш», «Миссури Маверикс» и «Уичито Тандер» получили разрешение на вступление в ECHL в сезоне 2014-15.

## Достижения
ECHL
- Победители дивизиона (1): 2018–19;

CHL
- Чемпион CHL (1): 1993;